# Веселе (Криворізький район)
Весе́ле — село у Криворізькому районі Дніпропетровської області. Населення — 941 мешканець.

## Географія
Село Веселе розташоване у південно-західній частині Дніпропетровської області, на відстані 5 кілометрів від південно-східних околиць Кривого Рогу.
Західна частина Веселого прилягає до берега Південного водосховища.
Сусідні населені пункти: села Новий Шлях на півночі, Нова Зоря на півдні.

## Історія
- Веселе виникло 1922 року.
- У зв'язку з будівництвом Каховського водосховища і каналу Дніпро — Кривий Ріг в село Веселе в 1960 році переселилися жителі сіл Ганнівка, Карпівки і Червоного струмка.

## Населення

### Мова
Розподіл населення за рідною мовою за даними перепису 2001 року:
| Мова            | Відсоток |
| --------------- | -------- |
| українська      | 92,2 %   |
| російська       | 7,7 %    |
| інші/не вказали | 0,1 %    |

## Об'єкти соціальної сфери
- Школа.
- Дитячий садочок.
- Лікарня